# 스타 오디션 위대한 탄생
《스타 오디션 위대한 탄생》은 대한민국 문화방송에서 방송되었던 공개 오디션 프로그램이다.

## 기수별 시즌 목록
- 스타 오디션 위대한 탄생 1 (2010-2011)
- 스타 오디션 위대한 탄생 2 (2011-2012)
- 스타 오디션 위대한 탄생 3 (2012-2013)

## 멘토 점수 고득점 무대
- 시즌 3는 심사위원 점수 제도를 실시하지 않았다.

| 순위 | 이름    | 곡                     | 점수 | 시즌 |
| ---- | ------- | ---------------------- | ---- | ---- |
| 1    | 이태권  | 박하사탕               | 37.7 | 1    |
| 2    | 구자명  | 미안해요               | 37.6 | 2    |
| 3    | 구자명  | 사람이 꽃보다 아름다워 | 37.4 | 2    |
| 4    | 구자명  | 그것만이 내 세상       | 37.3 | 2    |
| 5    | 50kg    | 노란 샤쓰 입은 사나이  | 37.1 | 2    |
| 6    | 배수정  | Music Is My Life       | 37   | 2    |
| 7    | 셰인    | 나 항상 그대를         | 36.9 | 1    |
| 7    | 에릭 남 | If I Ain't Got You     | 36.9 | 2    |
| 7    | 배수정  | L-O-V-E                | 36.9 | 2    |
| 7    | 배수정  | 직감                   | 36.9 | 2    |
| 7    | 구자명  | Roly-Poly              | 36.9 | 2    |